# اچ‌دی ۲۲۱۱۴۸
اچ‌دی ۲۲۱۱۴۸ یک ستاره است که در صورت فلکی دلو قرار دارد.